# Life as a Rider
Life as a Rider — сьомий студійний альбом американського репера C-Bo, виданий 29 січня 2002 р. лейблами West Coast Mafia Records та Warlock Records. Платівка посіла 41-шу сходинку чарту Top R&B/Hip-Hop Albums та 8-ме місце чарту Top R&B/Hip-Hop Albums.
Виконавчий продюсер: C-Bo. У записі платівки взяли участь Kokane, Outlawz, Killa Tay, CJ Mac, Dresta, Yukmouth та ін.

## Список пісень
1. «Cowboy» (з участю Kokane)
2. «What U No bout» (з участю Outlawz)
3. «West Coast» (з участю 151, Killa Tay та Spade)
4. «I Am C-Bo» (Skit)
5. «Creep» (з участю Yukmouth)
6. «Undadawgs» (з участю CJ Mac та Dresta)
7. «Who Bangin'» (з участю Boo Capone, Jamal, Lil Daddy, Speedy та Young Meek)
8. «If It Ain't Ruff»
9. «Let Me Ride» (з участю Don Twon)
10. «Routine Check»
11. «Who Got Flows»
12. «Haters, Music, Hows» (Skit)
13. «Don't Love These Hoes»
14. «G's & Hustlas» (з участю Tray Dee)
15. «Rag Lo-Lo's»
16. «Outro»

## Чартові позиції
| Чарт (2002)               | Найвища позиція |
| ------------------------- | --------------- |
| US Independent Albums     | 8               |
| US Top R&B/Hip-Hop Albums | 41              |